# جبهة المقاومة الإسلامية في سوريا
جبهة المقاومة الإسلامية في سوريا أو المقاومة الإسلامية في سوريا وتسمى سابقا باسم جبهة تحرير الجنوب هي منظمة مسلحة أنشئها الحزب السوري القومي الاجتماعي ردا على سقوط نظام الأسد وعلى الغزو الإسرائيلي لسوريا.